# 허드슨만

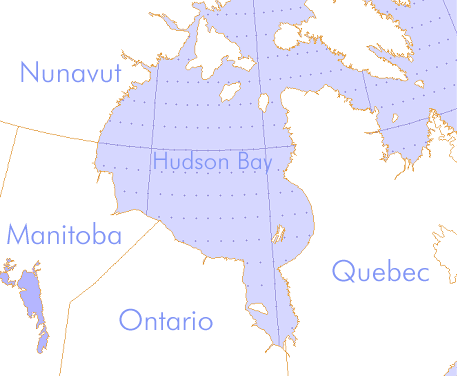
허드슨만

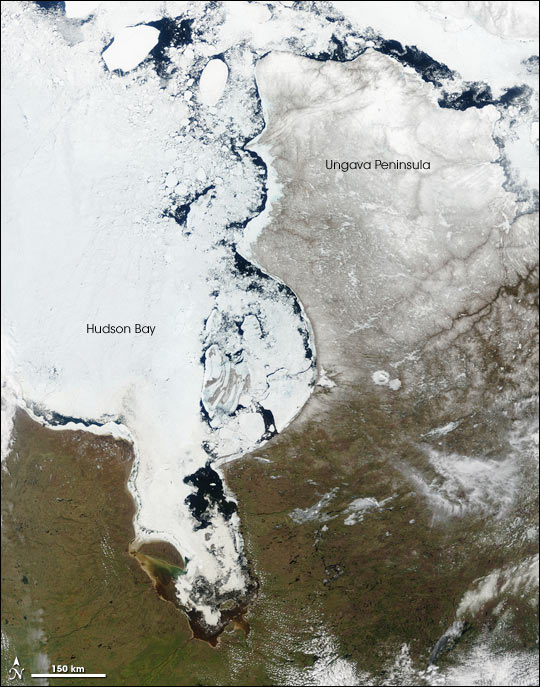
허드슨만은 5월에도 얼음으로 덮여 있다.

허드슨만(영어: Hudson Bay, 프랑스어: baie d'Hudson)은 캐나다 북동부에 있는 얕고 넓은 만이며, 넓이는 123 만 km2이다. 만 남쪽에 작은 제임스만이 자리한다.
국제수로기구는 허드슨만을 북극해의 일부로 본다. 동쪽으로는 허드슨 해협을 거쳐 대서양으로, 북쪽으로는 폭스만을 거쳐 북극해와 연결된다.

캐나다에서 가장 큰 만중 하나다.
만의 이름은 1610년 배를 타고 이 만을 탐험한 헨리 허드슨의 이름에서 왔다.